# Respect the Power of Love
Singles de Namie Amuro
I Have Never Seen
(1998) Toi et moi
(1999)
Respect the Power of Love est le 11e single régulier de Namie Amuro sorti sur le label Avex Trax, ou le 13e sous son seul nom en comptant ceux du label Toshiba-EMI.
Il sort le 17 mars 1999 au Japon, écrit et produit par Tetsuya Komuro, et atteint la 2e place du classement de l'Oricon. Il se vend à 200 610 exemplaires la première semaine, et reste classé pendant 10 semaines, pour un total de 491 920 ventes. 
La chanson-titre a été utilisée comme thème pour une campagne publicitaire pour la marque Kose Visee, à laquelle participa Amuro, et figure sur l'album Genius 2000. Les autres titres du single en sont des versions remixées.

## Liste des titres
| 1. | RESPECT the POWER OF LOVE -Straight Run-     | 4:21 |
| 2. | RESPECT the POWER OF LOVE -NYC Uptown remix- | 4:01 |
| 3. | RESPECT the POWER OF LOVE -Instrumental-     | 4:17 |